# Il Sedecia
Il Sedecia di Giovanni Legrenzi (Zedekiah) è un oratorio in due parti per solisti, coro e basso continuo.
Il Sedecia venne eseguito a Ferrara la domenica 29 marzo 1676 presso la Chiesa della Confraternita (o accademia) della Morte di Ferrara e indirizzato al cardinale Sigismondo Chigi, legato di Ferrara e protettore della confraternita stessa; queste le informazioni che si evincono dal libretto, edito a Ferrara da Alfonso Maresti, che ne firmava la dedica. 
Il libretto, anonimo, si rifà alla vicenda di Sedecia, ultimo re dello stato ebraico di Giuda dal 598 al 587 a.C. Figlio di Giosia, venne posto sul trono all'età di ventun anni al posto di Ioachim, dal re babilonese Nabucodonosor, che gli mutò il nome da Mattania in Sedecìa. Questi subì i nefasti influssi del partito antibabilonese, ignorò i consigli del profeta Geremia e si ribellò al suo mentore, che gli aveva fatto giurare fedeltà in nome di Dio, provocando la violenta reazione di Nabucodonosor. Dopo un lungo assedio, la capitale Gerusalemme cadde e Sedecìa fuggì con i figli verso la valle del Giordano, ma furono catturati presso Gerico. Quindi il re dei Caldei fece uccidere i figli sotto gli occhi di Sedecìa, il quale venne accecato e inviato a Babilonia, dove morì in prigione (Vecchio Testamento, Cronache: 36:11-21; Geremia: 39:1-11). 
L'oratorio prende le mosse dalla caduta di Gerusalemme e conseguente fuga di Sedecìa con i suoi due figli, che occupa la prima parte, mentre la seconda va dall'arresto dei fuggitivi al tragico epilogo.

## Personaggi
- Sedecia, (tenore)
- Figlio Primo di Sedecia, (soprano)
- Figlio Secondo di Sedecia, (soprano)
- Nabucco, (basso)
- Testo, (alto)
- Coro degli Ebrei, coro (SSATB)
- Coro dei Soldati Caldei, coro (ATB)

## L'opera
Oratorio in 2 parts
First Part
1. Chorus. Chorus of Jews: Alla fuga, alla fuga
2. Recitative. Narrator: Così mentre dall'armi oppressa, e cinta
3. Recitative. Zedekiah: Addio mia reggia, addio
4. Aria. Zedekiah: Io vi perdo, e v'abbandono
5. Recitative. Zedekiah: Ma poiché avverso inesorabil Fato
6. Aria. Zedekiah: Armatevi il petto
7. Recitative. Narrator: Con tai voci premendo
8. Recitative. First Son: Al luminoso lampo
9. Aria. First Son: Son volubili più d'aura
10. Recitative. Second Son: A tanti illustri esempi
11. Aria. Second Son: Bella guancia, ch'al candore
12. Recitative. Narrator: Incoraggiati, e rincorati insieme
13. Trio. First Son, Second Son, Zedekiah: Duri scogli degl'affanni
14. Recitative. Zedekiah: Ma perché pigra, e lenta
15. Recitative. Narrator: Così dolente, e mesto
16. Coro. Chorus of Chaldean Soldiers: Vivi, vivi, tra la gloria
17. Recitative. Narrator: Lusingava in tal guisa
18. Aria. Nebuchadnezzar: Dal mio braccio fulminante
19. Recitative. Nebuchadnezzar: Ove può mai
20. Recitative. Narrator: Appena udissi il suon di questi accenti
21. Madrigal. Chorus of Jews: Quanto deliri, o quanto

Second Part
1. Recitative. Narrator: Dopo longo viaggio
2. Aria. First Son: Quest'onda fugace
3. Aria. Second Son: Quest'aura, che grata
4. Duet. First Son, Second Son: Tutt'il tempo dissolve
5. Recitative. Zedekiah: Coraggiosi miei figli
6. Recitative. Narrator: Di già l'alba vicina
7. Coro. Chorus of Chaldean Soldiers: Siete vinti, e prigionieri
8. Recitative. Narrator: Cinti d'aspre ritorte
9. Recitative. Nebuchadnezzar: Pur al fine ti giunse
10. Aria. Nebuchadnezzar: Su su svenategli
11. Recitative. Zedekiah: Ferma, trattieni il ferro
12. Recitative. First Son: Saziati pur spietato
13. Arioso. First Son: E sarammi la morte
14. Recitative. Second Son: No, no la tua fierezza
15. Arioso. Second Son: Sarò contento a pieno
16. Recitative. Second Son: Sarà lieta mia sorte
17. Recitative. Narrator: Ma inferocito, indocile il tiranno
18. Recitative. Nebuchadnezzar: Troncherà il cenno mio
19. Recitative. Narrator: Così cader trafitti
20. Duet. First Son, Second Son: Padre, padre io manco
21. Recitative. Narrator: Al miserando oggetto
22. Recitative. Nebuchadnezzar: Che ti par re superbo
23. Arioso. Nebuchadnezzar: E che puote mirar la gloria mia
24. Recitative. Narrator: Così trasser le luci all'infelice
25. Aria. Zedekiah: Nabucco hai vinto, hai vinto
26. Aria. Zedekiah: Io mortal Sisifo insano
27. Recitative. Zedekiah: Offesi i tuoi decreti
28. Arioso. Zedekiah: O figli, o luci, o ciel, o patria, o regno
29. Recitative. Zedekiah: Iddio coglie, e non erra
30. Madrigal. Chorus of Jews: Mortali apprendete

## Registrazioni
- Giovanni Legrenzi: Il Sedecia, Direttore, Riccardo Favero, Oficina Musicum Dynamic CDS711, giugno 2012